# Molophilus perproductus
Molophilus perproductus är en tvåvingeart som beskrevs av Alexander 1948. Molophilus perproductus ingår i släktet Molophilus och familjen småharkrankar. Inga underarter finns listade i Catalogue of Life.